# Bordtennis vid olympiska sommarspelen 2016
Bordtennis vid olympiska sommarspelen 2016 spelades mellan 6 och 17 augusti 2016 i Rio de Janeiro i Brasilien. Totalt fyra grenar fanns på programmet.

## Program
| I | Inledande | ¼ | Kvartsfinal | ½ | Semifinal | F | Final |

| Gren↓/Datum →        | Lör 6 | Sön 7 | Mån 8 | Tis 9 | Ons 10 | Ons 10 | Tor 11 | Tor 11 | Fre 12 | Lör 13 | Sön 14 | Sön 14 | Mån 15 | Mån 15 | Tis 16 | Ons 17 |
| -------------------- | ----- | ----- | ----- | ----- | ------ | ------ | ------ | ------ | ------ | ------ | ------ | ------ | ------ | ------ | ------ | ------ |
| Herrsingel           | I     | I     | I     | ¼     |        |        | ½      | F      |        |        |        |        |        |        |        |        |
| Herrarnas lagtävling |       |       |       |       |        |        |        |        | I      | I      | ¼      | ¼      | ½      | ½      |        | F      |
| Damsingel            | I     | I     | I     | ¼     | ½      | F      |        |        |        |        |        |        |        |        |        |        |
| Damernas lagtävling  |       |       |       |       |        |        |        |        | I      | ¼      | ½      | ½      |        |        | F      |        |

## Medaljsammanfattning
| Gren                             | Guld                            | Silver                                  | Brons                                       |
| Damsingel Detaljer...            | Ding Ning Kina                  | Li Xiaoxia Kina                         | Kim Song-i Nordkorea                        |
| Damernas lagtävling Detaljer...  | Kina                            | Tyskland                                | Japan                                       |
| Damernas lagtävling Detaljer...  | Liu Shiwen Ding Ning Li Xiaoxia | Han Ying Petrissa Solja Shan Xiaona     | Ai Fukuhara Kasumi Ishikawa Mima Ito        |
| Herrsingel Detaljer...           | Ma Long Kina                    | Zhang Jike Kina                         | Jun Mizutani Japan                          |
| Herrarnas lagtävling Detaljer... | Kina                            | Japan                                   | Tyskland                                    |
| Herrarnas lagtävling Detaljer... | Zhang Jike Ma Long Xu Xin       | Koki Niwa Jun Mizutani Maharu Yoshimura | Timo Boll Dimitrij Ovtcharov Bastian Steger |

Denna tabell: visa • redigera

## Medaljtabell
| Pl.    | Nation    | Guld | Silver | Brons | Totalt |
| ------ | --------- | ---- | ------ | ----- | ------ |
| 1      | Kina      | 4    | 2      | 0     | 6      |
| 2      | Japan     | 0    | 1      | 2     | 3      |
| 3      | Tyskland  | 0    | 1      | 1     | 2      |
| 4      | Nordkorea | 0    | 0      | 1     | 1      |
| Totalt | Totalt    | 4    | 4      | 4     | 12     |